# Венк, Вальтер
Ва́льтер Венк (нем. Walther Wenck; 18 сентября 1900, Виттенберг, Германская империя — 1 мая 1982, Бад-Ротенфельде, ФРГ) — один из самых молодых генералов сухопутных войск нацистской Германии во Второй мировой войне. Принимал участие в Битве за Берлин. В конце войны сдался со своей армией Соединённым Штатам, с целью не попасть в советский плен.

## Биография
Третий сын офицера Максимилиана Венка, Вальтер родился в Виттенберге, Германия. В 1911 году поступил в Наумбургский кадетский корпус прусской армии. С весны 1918 года — в среднее военное училище в Гросс-Лихтерфельде. В феврале 1919 года в рядах Фрайкора участвовал в подавлении восстания спартакистов, где был ранен, после чего был повышен до унтер-офицера. 1 мая 1920 года был зачислен рядовым в 5-й пехотный полк рейхсвера, а 1 февраля 1923 года был произведен в унтер-офицеры. В феврале 1923 года окончил пехотное училище в Мюнхене.
Некоторое время был адъютантом Ганса фон Секта.

### Вторая мировая война
Вторую мировую войну встретил в звании майора. 18 сентября 1939 года получил Железный крест 2-го класса, а две недели спустя, 4 октября, — Железный крест 1-го класса.
С 1939 по 1942 год был начальником оперативного отдела 1-й танковой дивизии. В 1940 году за быстрый захват города Бельфор получил звание полковника. 28 декабря 1942 года был награждён Рыцарским крестом Железного креста, произведён (1 марта 1943) в генерал-майоры. В 1942 году был инструктором в Военной академии, начальником штаба 57-го танкового корпуса и начальником штаба 3-й румынской армии на Восточном фронте.
С 1942 по 1943 год занимал пост начальника штаба армейской группы «Холлидт» (позднее переформирована в 6-ю армию), приписанной к той же 3-й румынской армии. В 1943 году стал начальником штаба 6-й армии. С 1943 по 1944 год был начальником штаба 1-й танковой армии. В 1944 году вывел свою 1-ю армию из Каменец-Подольского котла. В 1944 году — начальник штаба группы армий «Южная Украина».
С 15 февраля 1945 года, по настоянию Гейнца Гудериана, командовал войсками, задействованными в операции «Солнцестояние» (нем. Unternehmen Sonnenwende). Это была одна из последних танковых наступательных операций нацистской Германии. Примерно 1200 немецких танков нанесли удар по позициям советских войск в Померании. Однако операция была плохо спланирована, войска не имели достаточной поддержки, и 18 февраля она закончилась поражением наступавших.
В феврале 1945 года получил серьёзные травмы в автомобильной аварии (было повреждено 5 ребер). После аварии ему пришлось носить корсет.

### Западный фронт
10 апреля 1945 года, в звании генерала танковых войск, Венк командовал 12-й армией, расположенной к тому времени к западу от Берлина. Перед ней стояла задача защитить Берлин от наступающих союзных сил на Западном фронте. Но, так как войска Западного фронта перемещались на восток и наоборот, немецкие войска, являвшиеся противоположными фронтами, были фактически прижаты друг к другу. В результате в тылу армии Венка, к востоку от Эльбы, появился обширный лагерь немецких беженцев, спасавшихся от приближающихся советских войск. Венк старался всячески обеспечить беженцев питанием и проживанием. По разным оценкам, в течение некоторого времени 12-я армия обеспечивала питанием более чем четверть миллиона человек каждый день.

## Последняя надежда Берлина
21 апреля Гитлер приказал обергруппенфюреру СС и генералу войск СС Феликсу Штайнеру атаковать позиции 1-го Белорусского фронта маршала Жукова. Силы Жукова окружали Берлин с севера, войска 1-го Украинского фронта маршала Конева — с юга. Штайнер должен был атаковать Жукова со своей армейской группой «Штайнер». Имея всего несколько действующих танков и примерно дивизию пехоты, он отказался это делать. Вместо этого он отступил, спасаясь от окружения и полного уничтожения.
22 апреля вследствие отступления отрядов Штайнера 12-я армия генерала Венка стала последней надеждой Гитлера сохранить Берлин. Венку был дан приказ развернуть свои войска на восток и соединиться с 9-й армией генерала пехоты Теодора Буссе. По плану они должны были окружить советские части с запада и с юга. Между тем 41-й танковый корпус под командованием генерала Хольсте должен был атаковать с севера. Однако в большинстве своём войска Хольсте состояли из остатков частей Штайнера.
Недавно сформированная армия Венка сделала неожиданный разворот и в общей суматохе неожиданно атаковала части Красной Армии, окружавшие Берлин. Войска Венка были подготовлены не лучшим образом, и их атаки были быстро остановлены на подступах к Потсдаму сильным противодействием советских войск.
Ни Буссе, ни Хольсте не сумели достичь значительного прогресса в направлении Берлина. К концу дня 27 апреля советские войска замкнули кольцо вокруг Берлина, отрезав немецкую столицу от остальной Германии.
28 апреля немецкий генерал и начальник штаба Ганс Кребс позвонил из Фюрербункера по телефону и призвал фельдмаршала Вильгельма Кейтеля войти в состав нового Верховного Главнокомандования в Фюрстенберге. Кребс сообщил Кейтелю, что если помощь не придёт в течение 48 часов, то всё будет потеряно. Кейтель пообещал оказать давление на генералов Венка и Буссе.
В ночь на 28 апреля Венк сообщил Верховному Командованию сухопутных войск, что части его 12-й армии были вынуждены начать отход по всему фронту. В том числе XX корпус, которому удалось установить временный контакт с гарнизоном Потсдама. Также он сообщил, что никакое движение на Берлин теперь не представляется возможным. Тем более, что поддержки 9-й армии Буссе больше не ожидалось.
Поздно вечером 29 апреля Кребс связался с Йодлем (с Верховным командованием армии) по радио: «Запрос немедленного отчёта. Во-первых, местонахождение 12-й армии Венка. Во-вторых, время готовящегося им наступления. В-третьих, расположение 9-й армии. В-четвёртых, точное место, в котором 9-я армия прорвёт фронт. В-пятых, местонахождение Хольсте».
В ночь на 30 апреля Йодль ответил Кребсу: «Во-первых, войска Венка увязли южнее озера Швилоу. Во-вторых, 12-я армия не в состоянии продолжать наступление на Берлин. В-третьих, ядро 9-й армии в окружении. В-четвёртых, корпус Хольсте завяз в обороне».
Когда его попытка достичь Берлина стала невозможной, Венк разработал план по передвижению своей армии в лес Хальбе. Там он планировал соединиться с остатками 9-й армии, с группой армий «Шпрее» Хельмута Рейманна и с потсдамским гарнизоном. Венк также хотел обеспечить пути эвакуации стольких жителей Берлина, сколько это возможно.
Прибыв на край передовой, Венк передал радиосообщение: «Скорее, мы ждём вас». Несмотря на постоянные атаки на пути его отступления, Венк переправил свои войска, остатки 9-й армии, а также многих гражданских беженцев через Эльбу на территории, оккупированные американской армией. Данные варьируются, но, скорее всего, Венк и его армия помогли выйти на запад до 250 тыс. беженцам, в том числе до 25 тыс. солдат 9-й армии. Ганс-Дитрих Геншер, тогда ещё молодой сапёр 12-й армии, описал свои тогдашние эмоции, как «чувство преданности, чувство ответственности и товарищества».
Позднее инженер Ганс Бахман, бывший член гитлерюгенда, которому в апреле 1945 года было 15 лет, писал о нахождении в плену:
Нас лечили… всегда были для нас антибиотики… кормили два раза в день. Генерала Венка постоянно видели пробегающим по колонне, его быстрый внимательный взгляд буквально выхватывал наши беды и проблемы, которые быстро решались. Так же вели себя и его помощники.

## После войны
Переправив армию и беженцев через Эльбу, 7 мая Венк сдался американцам. Освобождён в 1947 году. С сентября 1948 года работал менеджером в компании «Hubert Schulte GmbH, Apparate- und Rohrleitungsbau», в Бохум-Дальхаузене, филиале заводской фирмы «Dr. C. Otto & Comp. GmbH, Feuerfeste Fabriken». В 1953 году он был переведён из правления в совет директоров, где в 1955 году стал председателем. С 1960 года — генеральный директор фирмы «Diehl» в Нюрнберге, занимавшейся изготовлением военной техники и вооружения для бундесвера. В 1966 году вышел в отставку, сохранив за собой офис в Бонне.
В 1982 году погиб в автомобильной аварии в Бад-Ротенфельде.

## Вальтер Венк в кинематографе
Во многих фильмах, отражающих последние дни Берлина, можно слышать упоминания о наступлении Венка, произносимые Гитлером в истерических припадках. В качестве примера можно привести слова, произнесенные в последней части киноэпопеи «Освобождение»: 
Армия генерала Венка идет к Берлину! Она отбросит русских! Геббельс, немедленно свяжитесь с генералом Венком! Когда же его армия подойдет к Берлину?! Когда?!!

## Брак
3 октября 1928 женился на Ирмгард Венельт (нем. Irmgard Wehnelt). 1 августа 1930 года у них родились близнецы.

## Память
Песня пауэр-металл группы Sabaton «Hearts of Iron» посвящена Вальтеру Венку и его спасательной операции в 1945 году.